# Aemilius Ludwig Hombergk zu Vach

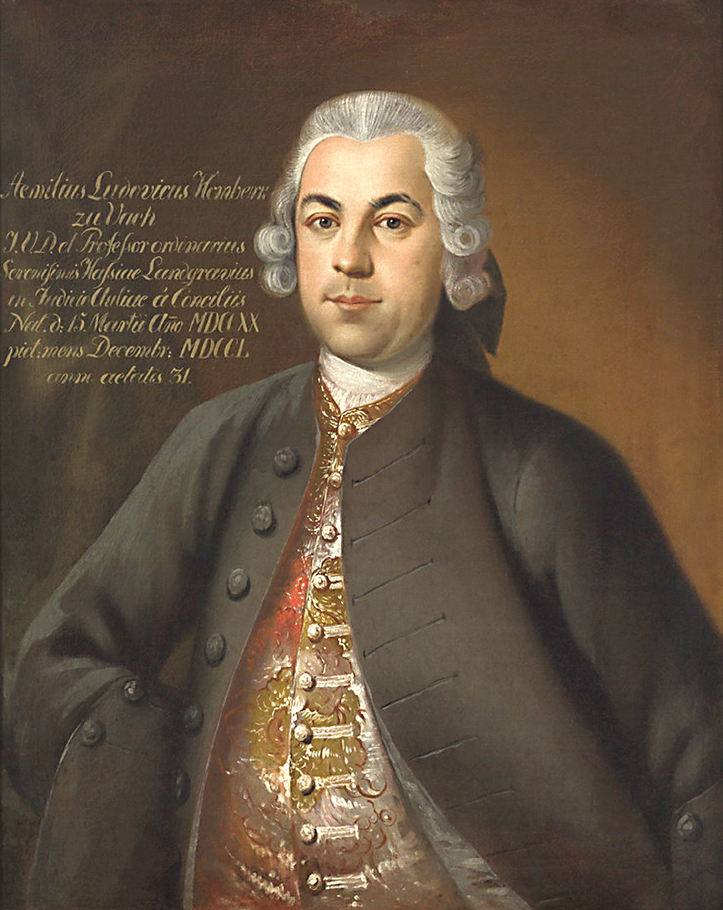
Aemilius Ludwig Homberg zu Vach

Aemilius Ludwig von Hombergk zu Vach (* 15. März 1720 in Marburg; † 12. Juli 1783 ebenda; auch Aemililius Ludovicus Hombergk zu Vach oder Emil Ludwig Hombergius zu Wach; Bestätigung des Adels 1780) war ein deutscher Rechtswissenschaftler und Kanzler der Universität Marburg.

## Leben
Hombergk zu Vach war ein Sohn des Johann Friedrich Hombergk zu Vach, der als Rechtsgelehrter an der Universität in Marburg tätig war und der aus dem gleichnamigen hessischen Geschlecht stammt. Nachdem er früh eine humanistische Bildung genossen hatte, soll er bereits mit 16 Jahren akademische Vorträge gehalten haben und mit 19 Jahren durch eine Abhandlung in Erscheinung getreten sein. Er studierte an der Universität Marburg und hielt ab 1742 Privatvorlesungen über Institutionen. Bereits zum 15. Januar 1743 wurde er zum vierten Ordinarius des römischen Zivilrechts und Beisitzer der Juristenfakultät an der Universität Marburg ernannt. Im August desselben Jahres erfolgte dort die Promotion zum Doktor der Rechte.
Hombergk zu Vach war in den Jahren 1756 und 1768 Prorektor der Universität und vielfach Dekan (1747, 1750, 1752, 1755, 1757, 1761, 1765, 1769, 1773, 1777, 1781) der juristischen Fakultät. Außerdem wurde er unter Beibehaltung seiner Professur 1773 Vizekanzler und Geheimer Regierungsrat, dann 1780 Professor primarius, Geheimer Rat und Kanzler der Universität Marburg. Im Sommersemester 1780 las er letztmals Vorlesungen und trat dann 1781 in den Ruhestand. Ein Grund dafür lag in seinem Gicht- und Demenzleiden.
Neben seiner professoralen Tätigkeit wurde er 1749 Hofgerichtsrat am fürstlichen Sammtgericht zu Marburg. Zudem trat er 1751 als Deputierter der Universität Marburg in die Hessischen Landstände ein, in denen er bis 1778 verblieb.
Im Jahr 1780 kam es zur Bestätigung des Reichsadels für ihn und seinen Bruder Wilhelm Friedrich.

## Werke (Auswahl)
- Jo. Fr. Hombergk Parerga sacra ab impugnationibus J. Elsneri Theol. Dr. vindicata, Marburg 1739.
- De reviviscentia jurium exstinctorum, Marburg 1743.
- Standhafte Widerlegung der ohnlängst zum Vorschein gekommenen so zerstümmelten als unrichtigen Geschichtserzählung in anmaßlichen Sachen der Univers. Marburg als sogenannten Imploranten entgegen die Univers. Giessen als vorgeblichen Imploraten, die receßwidrige Ablösung der — Vogteyen zu Marburg und Caldern betreffend, Marburg 1747.
- Primae lineae Juris civilis, Marburg 1747 (anonym erschienen).